# Sergio Flores
Sergio Adrián Flores Reyes (12 de febrero de 1995 en Torreón, México) es un futbolista mexicano, juega en la posición de Mediocampista y actualmente juega en la Jaiba Brava del Tampico Madero, en el Estado de Tamaulipas, México.

## Trayectoria

### Inicios y Club Deportivo Guadalajara
Es el menor de cuatro hermanos. Su gusto por el fútbol se lo inculcó su padre, Pedro Antonio Flores. Comenzó su formación futbolística en el Cesifut de Torreón, equipo en el que duró poco más de un año. Luego de ser observado en una visoría por elementos del cuerpo técnico de Chivas es llamado a participar en las fuerzas básicas del Club Deportivo Guadalajara.
Llegó a la Cuarta División de Chivas en el 2010, después de eso ha pasado por los equipos de Tercera División, Liga de Nuevos Talentos de la Segunda División, Sub-17 y Sub-20. También participó en torneos organizados en Brasil, China, Italia y Chile.
Su primer partido oficial con el primer equipo rojiblanco, fue contra Mineros de Zacatecas en la Copa México, el martes 28 de julio de 2015. Por su parte, el primer partido que disputó con Coras de Tepic en la Liga de Ascenso de México fue el viernes 8 de enero de 2016, contra Murciélagos.

## Selección nacional
Fue seleccionado nacional en el Mundial Sub-20 en Nueva Zelanda 2015.